# Dialectos del coreano
En la península de Corea se hablan varios dialectos del idioma coreano. La península es extremadamente montañosa y el «territorio» de cada dialecto corresponde estrechamente a los límites naturales entre las diferentes regiones geográficas de Corea. La mayoría de los dialectos reciben el nombre de una de las ocho provincias tradicionales de Corea. Uno de ellos es lo suficientemente distinto de los demás como para ser considerado un idioma separado, el jejuano.

## Zonas dialectales

### Norte

#### Ryukjin (Noreste)
Se habla en la histórica región de Yukchin, que está situada en la parte septentrional de la provincia de Hamgyong del Norte, muy alejada de P'yŏng'an, pero tiene más en común con los dialectos de P'yŏng'an que con los dialectos circundantes de Hamgyŏng. Como ha estado aislada de los grandes cambios del idioma coreano, ha conservado rasgos distintivos del coreano medio. Es el único idioma coreano tonal conocido.

#### Hamgyong (Noreste)
Se habla en la región de la provincia de Hamgyong (Kwanbuk y Kwannam), el extremo noreste de la provincia de Pyongan y la provincia de Ryanggang de Corea del Norte, así como en Jilin, Heilongjiang del noreste de China; Rusia, Uzbekistán y Kazajistán. Nueve vocales: las ocho del idioma estándar más ö.

#### Pyongan (Noroeste)
Se habla en Pionyang, las provincias de Pyongan y Chagang, y en Liaoning, China. 

### Centro
- Dialecto de Gyeonggi, también llamado "dialecto de Seúl": se habla en la provincia de Gyeonggi, en las ciudades de Seúl e Incheon, así como en el sudeste de Kaesong (Corea del Norte). La base del idioma estándar de Corea del Sur.
- Dialectos de Chungcheong: Es un dialecto hablado en la región de Chungcheong (Hoseo) de la República de Corea, incluida la ciudad metropolitana de Daejeon y la ciudad autónoma especial de Sejong, y es el dialecto regional más destacado entre los dialectos centrales. Por lo tanto, es uno de los dialectos que aparecen con frecuencia en los dramas coreanos después del dialecto de Gyeongsang y el dialecto de Jeolla. La característica más representativa de este dialecto regional es que la velocidad del habla es lenta, y la vocal '~ ㅛ(yo)' se cambia a '~ ㅠ(yu)', y cuando la vocal '~ ㅑ(ya)' llega al final, se cambia a ' ~ ㅕ(yeo) '.
- Dialectos de yeongseo: se habla en Yeongseo, en la provincia de Gangwon (Corea del Sur) y en la vecina provincia de Kangwon (Corea del Norte), al oeste de las montañas de Taebaek. El yeongseo es bastante distinto de los dialectos del yeongdong al este de las montañas.
- Dialectos de Yeongdong: se habla en Yeongdong, en la provincia de Gangwon (Corea del Sur) y en la provincia de Kangwon (Corea del Norte) al este de las montañas de Taebaek. El dialecto de Yeongdong es muy distinto de los dialectos de Corea Central al oeste de las montañas.
- Dialecto de Hwanghae: se habla en la provincia de Hwanghae de Corea del Norte. Comúnmente se incluye entre los dialectos centrales, pero algunos investigadores sostienen que no encaja en los dialectos centrales.

### Sureste
Se habla en la provincia de Gyeongsang (Yeongnam) de Corea del Sur, incluidas las ciudades de Ulsan, Daegu, Busan. Este dialecto se distingue fácilmente del dialecto de Seúl porque su tono es más variado. Seis vocales, i, e, a, eo, o, u.

### Suroeste
En la provincia de Jeolla se encuentra el dialecto de Jeolla, en la región de Honam. Una de las características es que, a diferencia de las terminaciones -seyo (세요) y -seumnida (습니다), se usa -rau (라우) y -jirau (지라우). Además, a la hora de pedir favores, se añade al final -ing (잉).

### Jeju
Se habla en la isla de Jeju, frente a la costa sudoeste de Corea del Sur. Suele considerarse un idioma independiente. Tiene las nueve vocales del coreano medio, incluyendo el arae-a (ɔ). Pueden tener también consonantes adicionales.

## El lenguaje estándar
En Corea del Sur, el Instituto Nacional del Idioma Coreano define el coreano estándar (표준어?, 標準語?, Pyojun-eoRR) como "el habla moderna de Seúl ampliamente utilizada por los que han estudiado bien" (교양있는 사람들이 두루 쓰는 현대 서울말). En la práctica, tiende a no incluir las características que se encuentran exclusivamente en Seúl.
Corea del Norte establecía que el dialecto de Pyongan, hablado en la capital de Pionyang y sus alrededores, debía ser la base del idioma estándar de Corea del Norte (Munhwaŏ); sin embargo, en la práctica, sigue "firmemente arraigado" en el dialecto de Gyeonggi, que ha sido el estándar nacional durante siglos.
A pesar de las diferencias entre el Norte y el Sur en el idioma coreano, las dos normas siguen siendo ampliamente inteligibles. Una característica notable dentro de la divergencia es la falta de anglicismos del Norte y otros préstamos extranjeros debido al aislacionismo y la autosuficiencia: se utilizan en su lugar palabras coreanas puras/inventadas.

## Fuera de la península de Corea
- El koryo-mar (Autónimo: Корё мар/고려말, Coreano estándar: 중앙아시아 한국어), generalmente identificado como descendiente del dialecto Hamgyŏng, es hablado por los koryo-saram, coreanos étnicos de los estados postsoviéticos de Rusia y Asia Central. Consiste en un vocabulario básico coreano, pero toma muchas palabras prestadas y calcos del idioma ruso. Se basa principalmente en el dialecto de Hamgyong y Ryukchin, ya que los habitantes de Koryo-saram son principalmente de la parte norte de la región de Hamgyong.
- El coreano Zainichi (재일어; 재일조선어) es un idioma o dialecto hablado entre los coreanos en Japón, fuertemente influenciado por el japonés.
- El idioma coreano en China (중국조선어). Como se mencionó anteriormente, los coreanos en China utilizan un dialecto casi idéntico al dialecto Hamgyŏng en Corea del Norte, pero aún hay algunas diferencias, ya que el primero tiene relativamente más palabras prestadas del chino moderno.